# Darnac
Darnac is een plaats en voormalige gemeente in het Franse departement Haute-Vienne (regio Nouvelle-Aquitaine) en telt 403 inwoners (1999). De plaats maakt deel uit van het arrondissement Bellac. Darnac is op 1 januari 2019 gefuseerd met de gemeenten Bussière-Poitevine, Saint-Barbant en Thiat tot de gemeente Val-d'Oire-et-Gartempe. 

## Geografie
De oppervlakte van Darnac bedraagt 26,0 km², de bevolkingsdichtheid is 15,5 inwoners per km².
De onderstaande kaart toont de ligging van Darnac met de belangrijkste infrastructuur en aangrenzende gemeenten.

## Demografie
Onderstaande figuur toont het verloop van het inwonertal (bron: INSEE-tellingen).